# Vini ultramarina
Il lorichetto oltremarino (Vini ultramarina (Kuhl, 1820)) è un uccello della famiglia degli Psittaculidi.
Simile al lorichetto blu, se ne differenzia per avere la fronte, le ali, il dorso e la coda turchesi, guance, gola e petto bianche a scaglie blu malva; anche sui fianchi presenta segni bianchi. Gli immaturi non hanno segni bianchi.
È confinato nell'arcipelago delle Marchesi nella Polinesia Francese.